# Sif Atladóttir
Sif Atladóttir (* 15. Juli 1985 in Düsseldorf) ist eine isländische Fußballnationalspielerin. Nach elf Jahren in Schweden spielt sie seit der Saison 2022 wieder in ihrer Heimat beim UMF Selfoss.

## Karriere

### Verein
Sif Atladóttir, Tochter des Fußballnationalspielers Atli Eðvaldsson, begann ihre Karriere noch im Juniorinnenalter beim isländischen Verein FH Hafnarfjörður, ehe sie nach den weiteren Stationen KR Reykjavík und Þróttur Reykjavík zur Saison 2007 zu Valur Reykjavík wechselte. Mit Valur gewann sie bis 2009 dreimal in Folge die isländische Meisterschaft und nahm an der UEFA Women’s Champions League 2009/10, wo sie aber im Sechzehntelfinale nach zwei Niederlagen gegen Sassari Torres CF ausschieden. Anfang 2010 schloss sie sich dem damaligen Bundesligisten 1. FC Saarbrücken an. Nach dem Abstieg am Ende der Saison 2010/11 wechselte sie in die Damallsvenskan zum Kristianstads DFF, mit dem sie 2014 und 2019 das Finale um den Svenska Cupen erreichte. Bis zum Ende der Saison 2021 bestritt sie 184 Erstligaspiele, wurde 2020 aber nicht eingesetzt. Zur Saison 2022 verließ sie Schweden um wieder in ihrer Heimat, nun beim UMF Selfoss zu spielen.

### Nationalmannschaft
Sif spielte für diverse isländische Juniorinnennationalmannschaften, ehe sie im Rahmen des Algarve-Cups 2007 in der isländischen A-Nationalmannschaft debütierte. Mit dieser nahm sie in der Folge unter anderem auch an den Fußball-Europameisterschaften 2009, 2013 und 2017 teil. Am 11. Juni 2022 wurde sie für die EM-Endrunde 2022 nominiert. Sie war damit neben Rekordnationalspielerin Sara Björk Gunnarsdóttir die einzige Spielerin des Kaders, die zum vierten Mal an einer EM-Endrunde teilnahm, sie kam aber nur im ersten Gruppenspiel gegen Belgien zum Einsatz, das wie die folgenden 1:1 endete. Durch die drei Remis schieden die Isländerinnen als Gruppendritte aus.
Sie stand auch bei den letzten beiden Gruppen-Spielen in der Qualifikation für die WM 2023 im Kader, wurde aber nicht eingesetzt. Nach einem 6:0-Sieg gegen Belarus kam es am letzten Spieltag in Utrecht zum Finale um den Gruppensieg gegen die Niederlande, wobei den Isländerinnen ein Remis gereicht hätte. Bis zur 3. Minute der Nachspielzeit hielten sie ihr Tor sauber, dann mussten sie das einzige Tor des Spiels hinnehmen, wodurch sich die Niederländerinnen qualifizierten und die Isländerinnen in die Play-offs gegen Portugal mussten. Durch eine 1:4-Niederlage nach Verlängerung, bei der sie nicht im Kader stand, verpassten sie endgültig die WM-Endrunde.

## Erfolge
- 2007, 2008, 2009: Isländische Meisterschaft (Valur Reykjavík)